# حاجی‌آباد (نورآباد)
حاجی‌آباد یک روستا در ایران است که در دهستان نورآباد (دلفان) واقع شده‌است. حاجی‌آباد ۲۲۳ نفر جمعیت دارد.